# Bechuanalandia británica
La Bechuanalandia británica fue una colonia de la Corona del Reino Unido de corta duración que existió en el sur de África desde su formación el 30 de septiembre de 1885 hasta su anexión a la vecina colonia del Cabo el 16 de noviembre de 1895. Bechuanalandia británica tenía una superficie de 51 424 millas cuadradas (133 188,2 km²) y una población de 84 210. Hoy la región forma parte de las provincias sudafricanas del Noroeste y del Cabo Septentrional.

## Historia

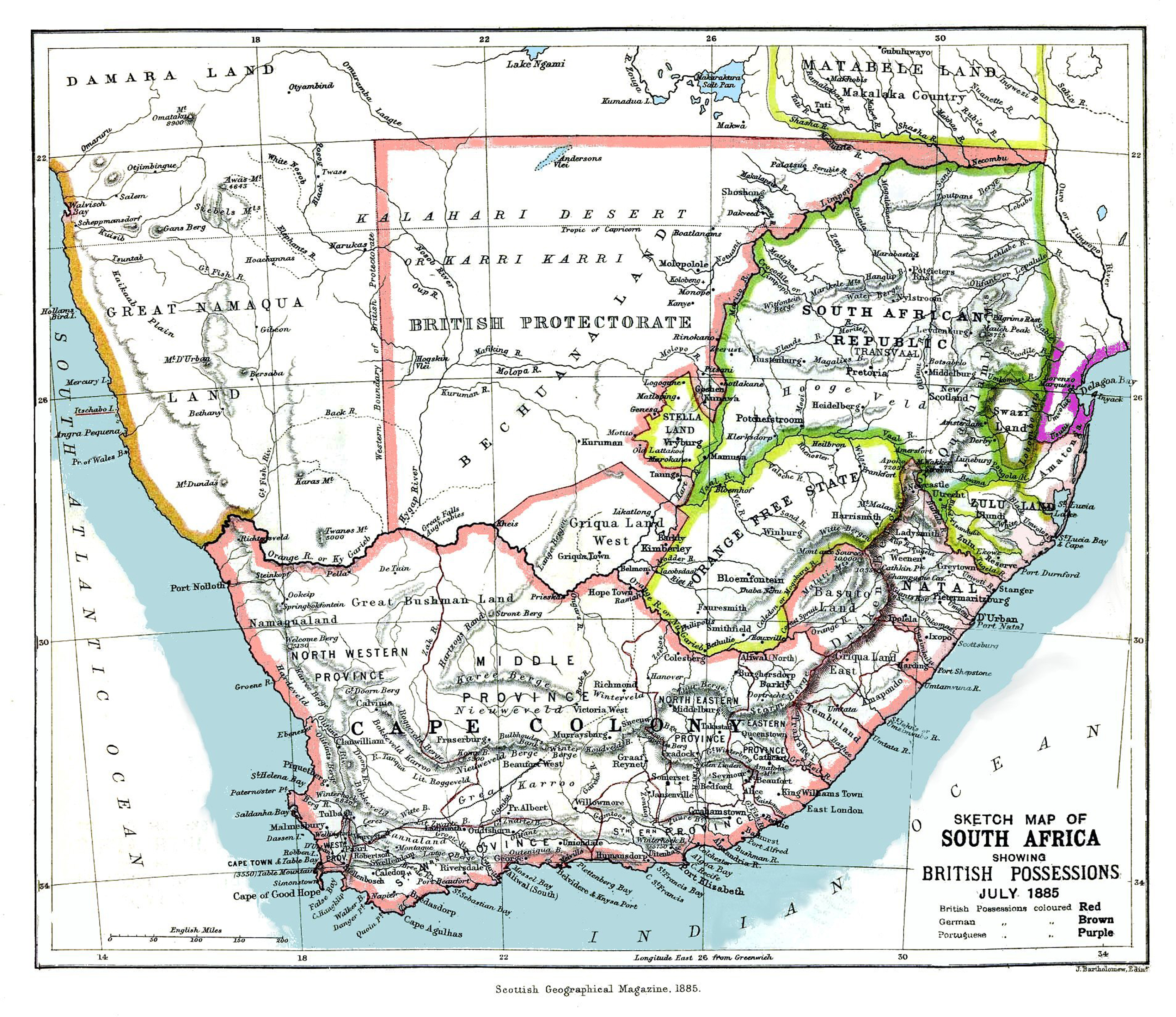
Un mapa de 1885 que muestra el Protectorado de Bechuanalandia antes de la creación de la colonia de la Corona de Bechuanalandia británica y el tratado de Heligoland-Zanzíbar.

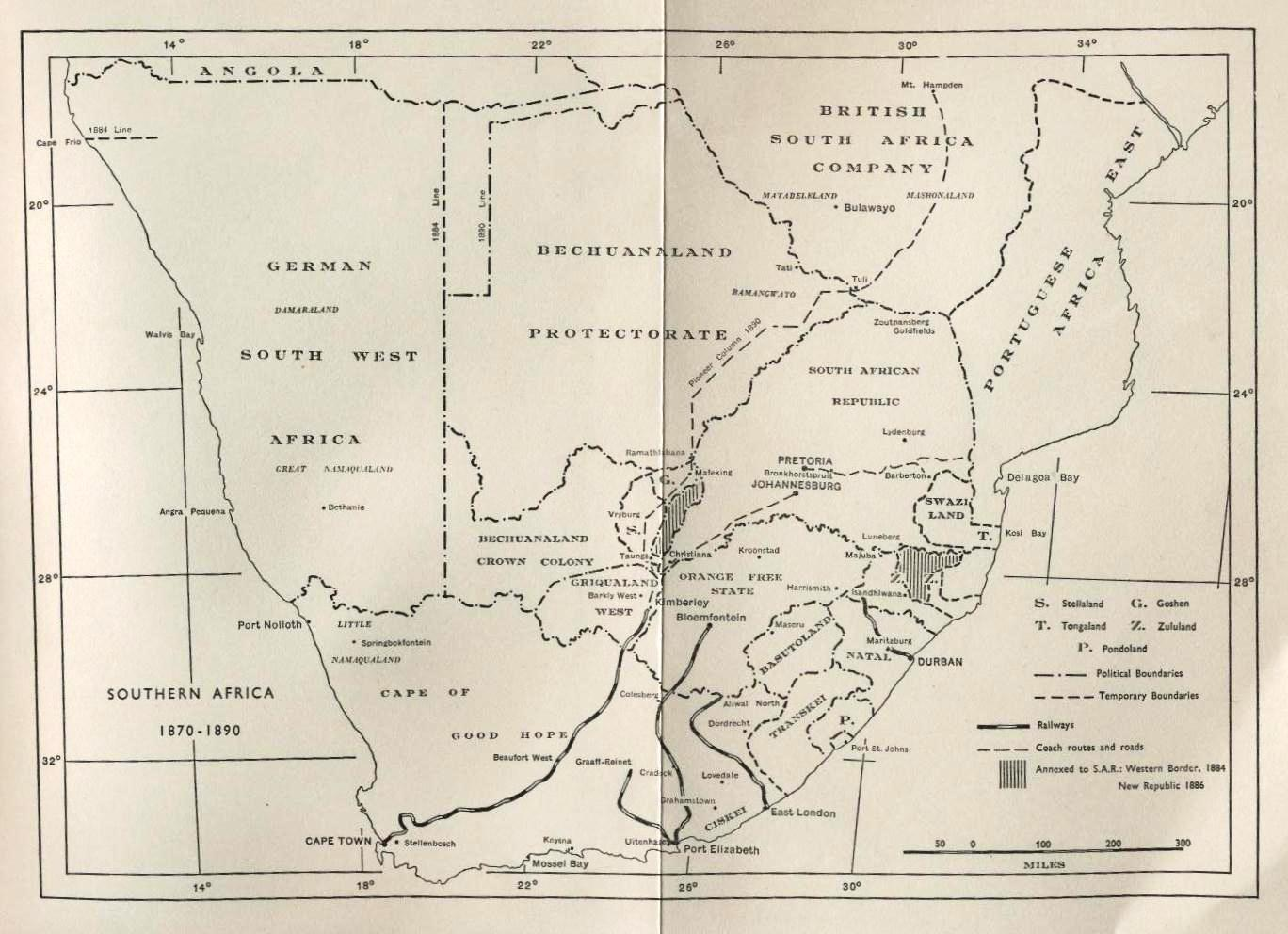
Un mapa que muestra los límites políticos en el sur de África a fines del siglo XIX, incluida la Bechuanalandia británica ("Colonia de la Corona") y el más grande protectorado de Bechuanalandia al norte.

Bechuanalandia significaba "el país de los tsuana ", y con fines administrativos estaba dividida en dos entidades políticas por el río Molopo. La parte norte se administró como el protectorado de Bechuanalandia, y la parte sur se administró como la colonia de la Corona de Bechuanalandia británica.
En 1882, el país tsuana sufrió dos secesiones por parte de los estados bóer de Stellaland y Goshen. Durante muchos meses, a partir de 1883, se presionó al gobierno británico para que actuara en Bechuanalandia debido a los disturbios en la zona. El 29 de octubre de 1884, el gobierno británico nombró a Sir Charles Warren Comisionado Especial de Bechuanalandia. El 13 de noviembre de 1884, el Parlamento votó una suma de 675 000 libras esterlinas (equivalentes a más de 32 millones de libras esterlinas en la actualidad) para operaciones militares en Bechuanalandia. Sir Charles Warren fue autorizado a reclutar una fuerza irregular de 1 500 en Sudáfrica además de las tropas regulares que se proporcionarían.
Una fuerza de 4000 soldados, al mando de Sir Charles Warren, partió para recuperar Stellaland y Goshen. El 7 de febrero de 1885, la fuerza llegó a Vryburg, la ciudad principal de Stellaland, y luego continuó hasta la aldea de Rooigrond, el centro administrativo de Goshen. Justo al norte de Rooigrond, la ciudad de Mafeking se estableció como centro administrativo. El 8 de abril de 1885, Sir Charles Warren envió un despacho para notificar al gobierno británico que había ocupado Bechuanalandia y había restablecido el orden por completo. Las dos repúblicas bóer se habían derrumbado sin derramamiento de sangre.
El 30 de septiembre de 1885, Stellaland, Goshen y otros territorios al sur de los ríos Molopo y Nossob (excluyendo Gricualandia Occidental) se constituyeron como colonia de la Corona de Bechuanalandia británica. En 1891, la Unión Aduanera de África Austral se extendió a Bechuanalandia británica y, en 1895, se anexó a la colonia del Cabo  y ahora forma parte de Sudáfrica, el área alrededor de Mafikeng.